# Casio Aproniano
(Marco) Casio Aproniano o Aproniano (m. 200) fue un político romano que vivió en el siglo II. Era miembro de la gens Cassia (Casio), una de las familias más importantes de la Antigua Roma. 

## Biografía
La familia de Aproniano tenía rango senatorial y él era originario de Bitinia (zona noroccidental de la moderna Turquía). Durante su carrera política ejerció como procónsul de Cilicia (sureste de Turquía) y Dalmacia (Croacia). Además, sirvió como cónsul sufecto durante el reinado de la Dinastía Antonina
Contrajo matrimonio con la hija del historiador, filósofo y orador griego Dión Crisóstomo. Su hijo, llamado Dión Casio fue un historiador y político romano, que llegó a ser nombrado  cónsul. El año en que Aproniano murió, su hijo fue admitido en el Senado.